# Melin, Haute-Saône
Melin är en kommun i departementet Haute-Saône i regionen Bourgogne-Franche-Comté i östra Frankrike. Kommunen ligger i kantonen Combeaufontaine som tillhör arrondissementet Vesoul. År 2022 hade Melin 55 invånare.

## Befolkningsutveckling
Antalet invånare i kommunen Melin
| Referens: INSEE |